# Estetik

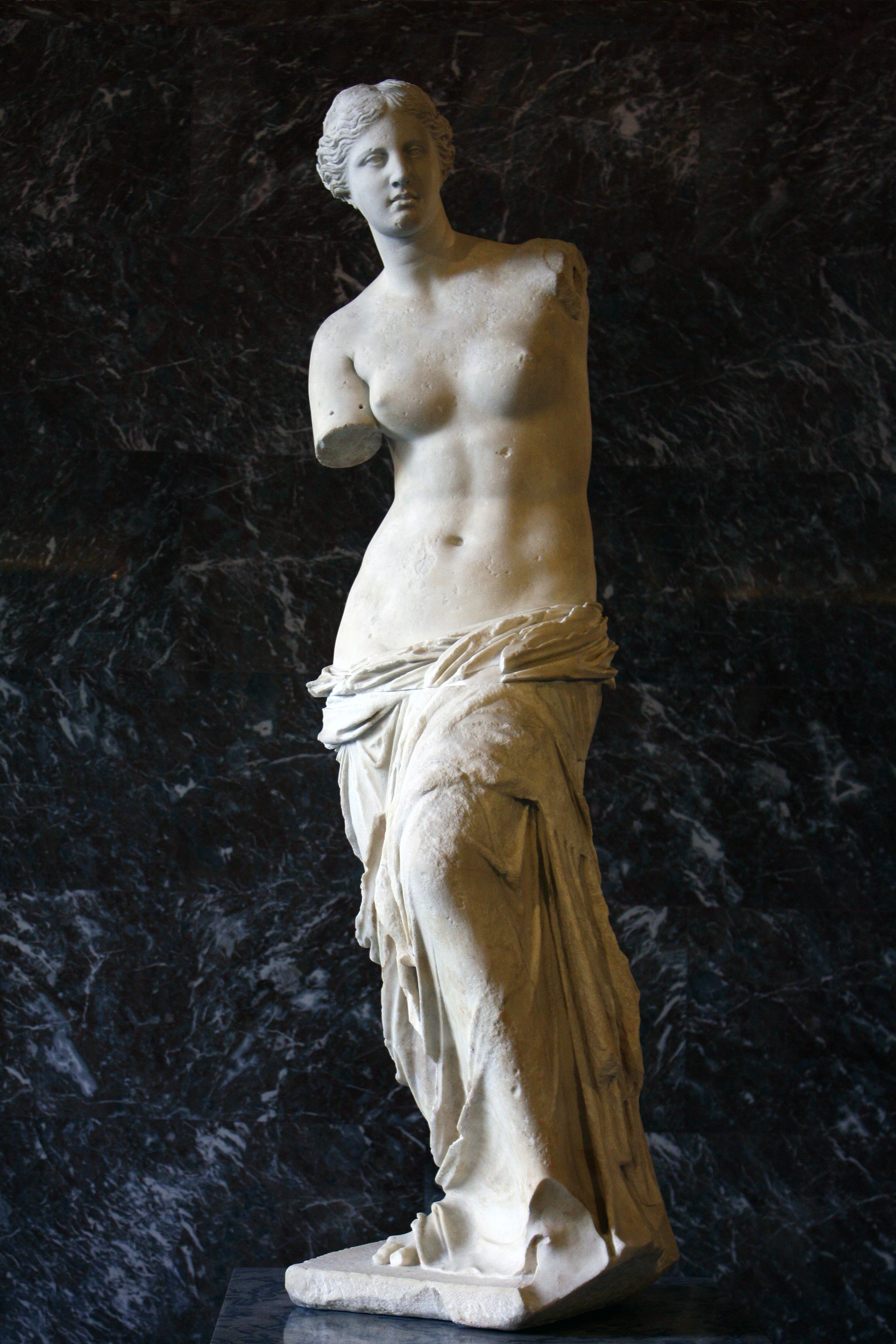
Venus från Milo, en av de mest kända skulpturerna från antika Grekland.

Estetik (av grekiska: αισθησις, aisthesis, förnimmelse, varseblivning), läran om förnimmandet, i synnerhet förnimmandet av det sköna, läran om det sinnliga, konstens filosofi.

## Historik

### Estetik under antiken
Redan under den grekiska antiken var estetiska frågor livligt diskuterade, då särskilt poesin. Pythagoréerna såg skönhet i matematiken och i sfärernas harmoni. Platon är känd för att ha placerat konstnären "två steg från kungen och sanningen" (Staten, 597e) och Aristoteles poetik Om diktkonsten (Peri poietikes) är en viktig tidig text inom dramatiken.
Något egentligt begrepp om konst så som vi känner det fanns inte för de antika filosoferna. Poesi under antiken förstods exempelvis som en “musikalisk” framställning, och mousike, det musiska, föregångare till det vi idag benämner som musik, innefattade även dans. Ursprunget till våra dagars poesi är det grekiska begreppet poesis: ”att göra”, ”skapa” eller ”frambringa”. Konstnären sågs under antiken i första hand som en hantverkare, och det ord som användes för att tala om “konst” under antiken, techne, kan närmast översättas i samtida uttryck som teknik, “kunnande” eller konsthantverk. Det är utifrån en sådan horisont vi skall förstå de antika filosofernas beskrivningar av konstuttrycken.

#### Platons avvisande av konsten
Platon diskuterar frågor om skönhet och det sinnliga i flera texter. Den mest kända är kanske dialogen Gästabudet där en serie tal hålls till kärlekens ära och där Sokrates förklaring är höjdpunkten. Att höja sig "från det jordiska" (kärleken i synnerhet och "de sköna ting som finns här" i allmänhet) och "hela tiden stiga uppåt för detta skönas skull" och slutligen till ett skådande av det sköna självt beskrivs som en bildningsgång som inordnar skönheten och kärleken i Platons övergripande lära om formerna (idéläran). (Gästabudet 211b-c)
Det är utifrån en sådan grund som Platon utvecklar sin kritik av diktkonsten i tionde boken av Staten, som inleds med konstaterandet att "vi helt vägrade släppa in allt hos den konsten som är efterbildning." (Staten 595) Enligt Platon är allt vi erfar i sinnevärlden bara imperfekta avbilder av de verkligt existerande tingen, det vill säga idéerna. En hantverkare som snickrar en soffa har alltså bara skapat en avbild av soffans fulländade form. Följaktligen kan en konstnär som framställer till exempel en skulptur av en soffa bara framställa en efterbildning av en efterbildning. (Staten 597d) Skulptören efterbildar skenet av ett sken, och Platon ställer skenet mot sanningen. Konsten är alltså förkastlig därför att den inte, till skillnad från filosofin, kan säga oss något om världen så som den är.
Å andra sidan finns också en klart pragmatisk hållning hos Platon som vanligtvis beskrivs utifrån diskussionen om väktarnas fostran i idealstaten. Platon skriver i Staten om hur "rytm och tonart tränger djupast in i själens inre". (Staten 401) Konstuttryckens kraftfulla verkan på människan måste därför tyglas och kontrolleras, och även om en sådan hållning framträder starkast i Staten kan den också hållas för gällande i dialoger som Ion, där konsten är opålitlig i fråga om verkligt kunnande; Faidros, där talet måste styras så att det syftar till sanningen, snarare än att bara efterlikna den, som hos sofisterna; eller Gästabudet, där beundran av skönheten i det kroppsliga bara är en ingång till ett kännande av det sköna självt, skönhetens idé.

#### Aristoteles och poetiken
Aristoteles poetik kan till viss del läsas som ett gensvar på Platons ifrågasättande av de konstnärliga uttrycken. Efterbildandet är hos Aristoteles inte någonting som representerar en skenbild eller en sämre kopia av en perfekt idé, utan är i stället någonting genuint mänskligt: Människan är zoon mimetikotaton, "det efterbildande djuret". Poesins uppkomst är därför någonting genuint mänskligt, ett uttryck för människans natur. (Om diktkonsten 1448b4-9) I stället för att utgå ifrån diktandets potentiellt farliga verkan på människan ser Aristoteles diktkonstens positiva möjligheter, där det främsta exemplet är katharsis, den rening som Aristoteles menade kunde komma ur en annars tragisk berättelse. Det har dock hävdats att Aristoteles försvar av diktonsten inte så mycket syftade till att försvara poesin från ett filosofins herravälde som till att skydda filosofin från poesins mångfacetterade och tvetydiga språk.

### Winckelmann: Från poetik till estetik

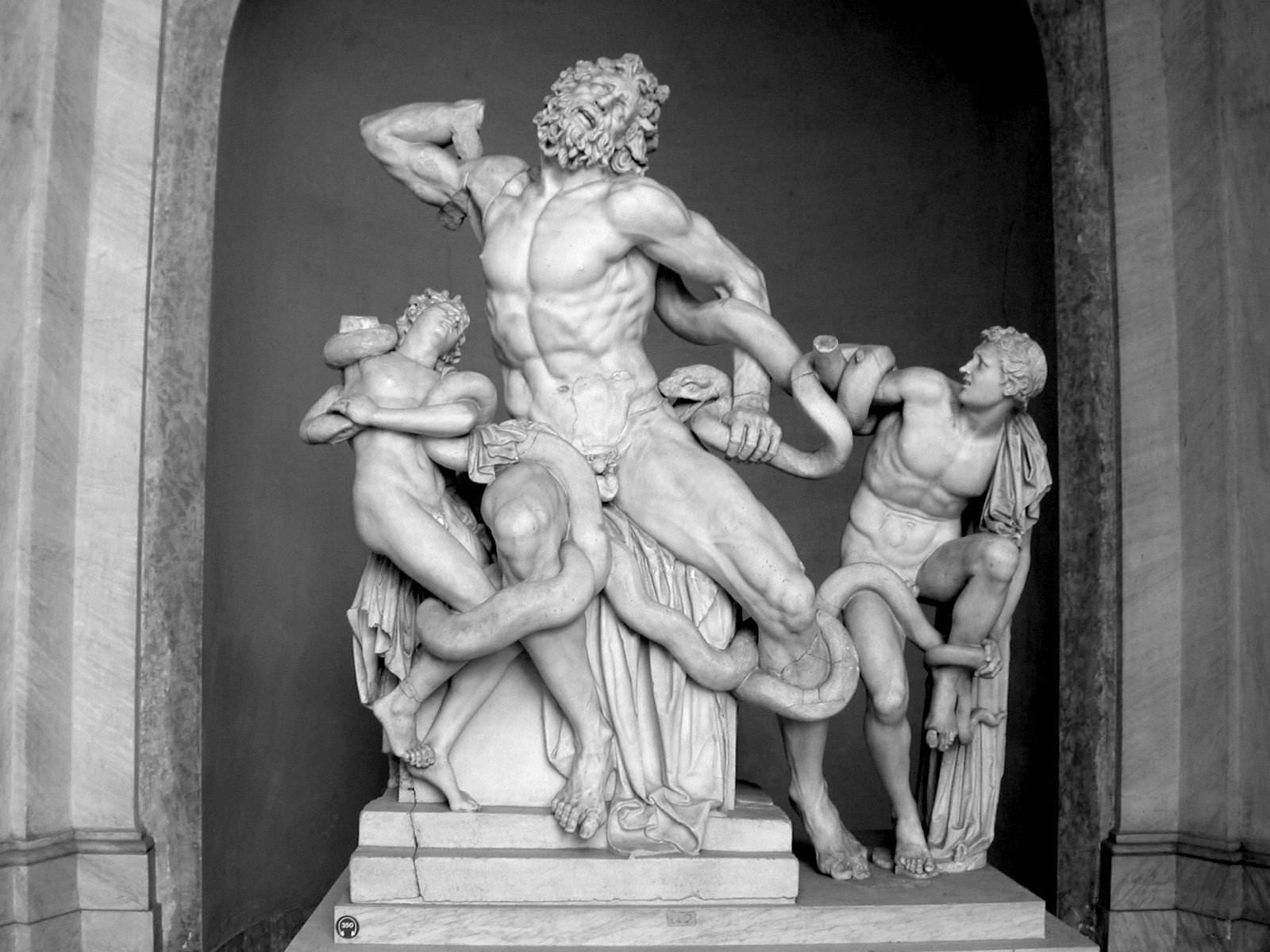
Laokoongruppen, en viktig inspirationskälla för Winckelmann.

Under 1700-talet börjar så småningom de olika konstarterna beskrivas utifrån vissa gemensamma principer. Smak, genialitet, originalitet och kreativitet är exempel på begrepp som konstitueras i denna process och som så småningom började närma sig den betydelse de har idag.[källa behövs]
Johann Joachim Winckelmann har beskrivits som den moderna konsthistoriens fader, och i hans beskrivningar av de antika grekernas konst sker en avgörande vändning bort från de olika poetiker som föreskrev regler för konstnärens tekniska produktion till ett nytt intresse för betraktarens inlevelse och villkoren för den subjektiva upplevelsen av konstverket som blev en bärande del i den moderna estetiken.
Winckelmann skulle få stor betydelse för  nyklassicismen och den tyska idealismens och romantikens filosofiska analyser av konsten under 1800-talet, i synnerhet Hegels estetik.

### Baumgarten, Kant och den moderna estetiken

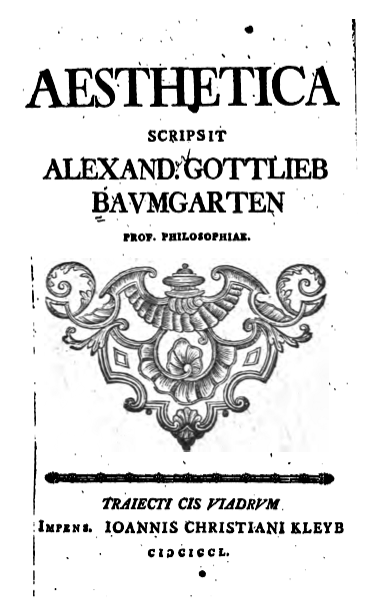
Aesthetica.

Estetik som självständig filosofisk vetenskap introducerades 1735 av Baumgarten i en avhandling om poesi. Därmed blev också estetiken en egen filosofisk disciplin. Baumgarten gick sedan djupare i sin analys i sitt oavslutade huvudverk Aesthetica (två band, 1750 och 1758) där han i den första paragrafen definierade estetik såsom teorin om den sinnliga varseblivningen. För det första skulle estetiken vara vetenskapen om sinnesförnimmelserna, för det andra en teori om konsten. Baumgarten formulerade sin estetik i en rationalistisk tradition, och Aesthetica är inte bara ett omfångsrikt verk utan är, i likhet med den tidigare avhandlingen om poesi, skriven på ett latin som har beskrivits som “avskräckande”, vilket bidrog till att Baumgartens samtida inflytande blev begränsat.
Det är först i och med Kant som estetikens autonomi, och i förlängningen det moderna konstbegreppet, på allvar konstitueras. Den tredje av Kants så kallade “kritiker”, Kritik av omdömeskraften, har blivit ett av de mest inflytelserika arbetena inom det estetiska fältet, och behandlar frågor som skönhet, kreativitet, konstarternas förhållande till varandra och skönhetens förhållande till etiska frågor. Vid sidan av Baumgarten var andra rationalistiska filosofer som Leibniz och Wolff viktiga influenser för Kants estetiska teori, men också brittiska empirister som Francis Hutcheson och David Hume.

## Historiska estetiska ramverk

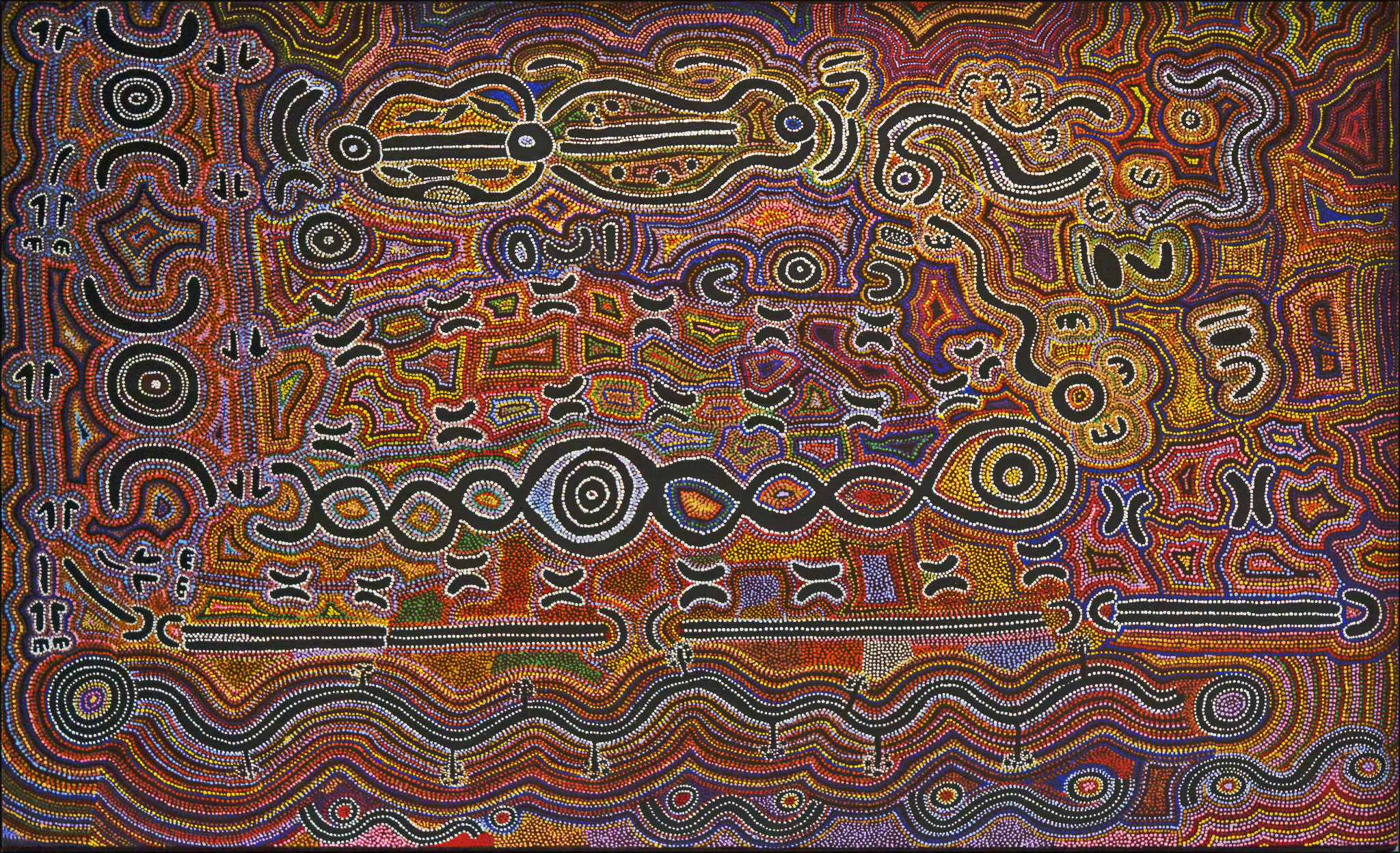
Aboriginsk religiös målning.

### Aborigin
Dadirri är ett begrepp som kommer från aboriginska kulturer i norra Australien, särskilt Arnhem Land. Det beskriver en djup och tyst lyssnande och reflekterande praktik för att ansluta sig till landet och andligheten. Dadirri är en form av estetik som innebär att uppskatta skönheten och betydelsen av naturen och andligheten genom att vara tyst och lyhörd. Det inkluderar att uppskatta de naturliga mönstren, färgerna, ljuden och formerna som omger oss. Denna estetiska dimension innebär att se skönheten i det enkla och vardagliga. För många aboriginska kulturer är konst ett sätt att uttrycka dadirri. Många aboriginska konstverk, inklusive målningar, korgar, keramik och textilier, speglar skönheten och andligheten i naturen och landet. Dessa konstverk är inte bara estetiskt tillfredsställande utan bär också med sig djupa symboliska och andliga betydelser.
Dadirri handlar också om att känna en djupare förbundenhet med naturen och den andliga dimensionen av tillvaron. Denna förbundenhet går bortom det rent fysiska och sträcker sig till den estetiska upplevelsen av att vara en del av något större och vackrare än oss själva. Det handlar om att uppleva en estetiskt tillfredsställande andlig närvaro.

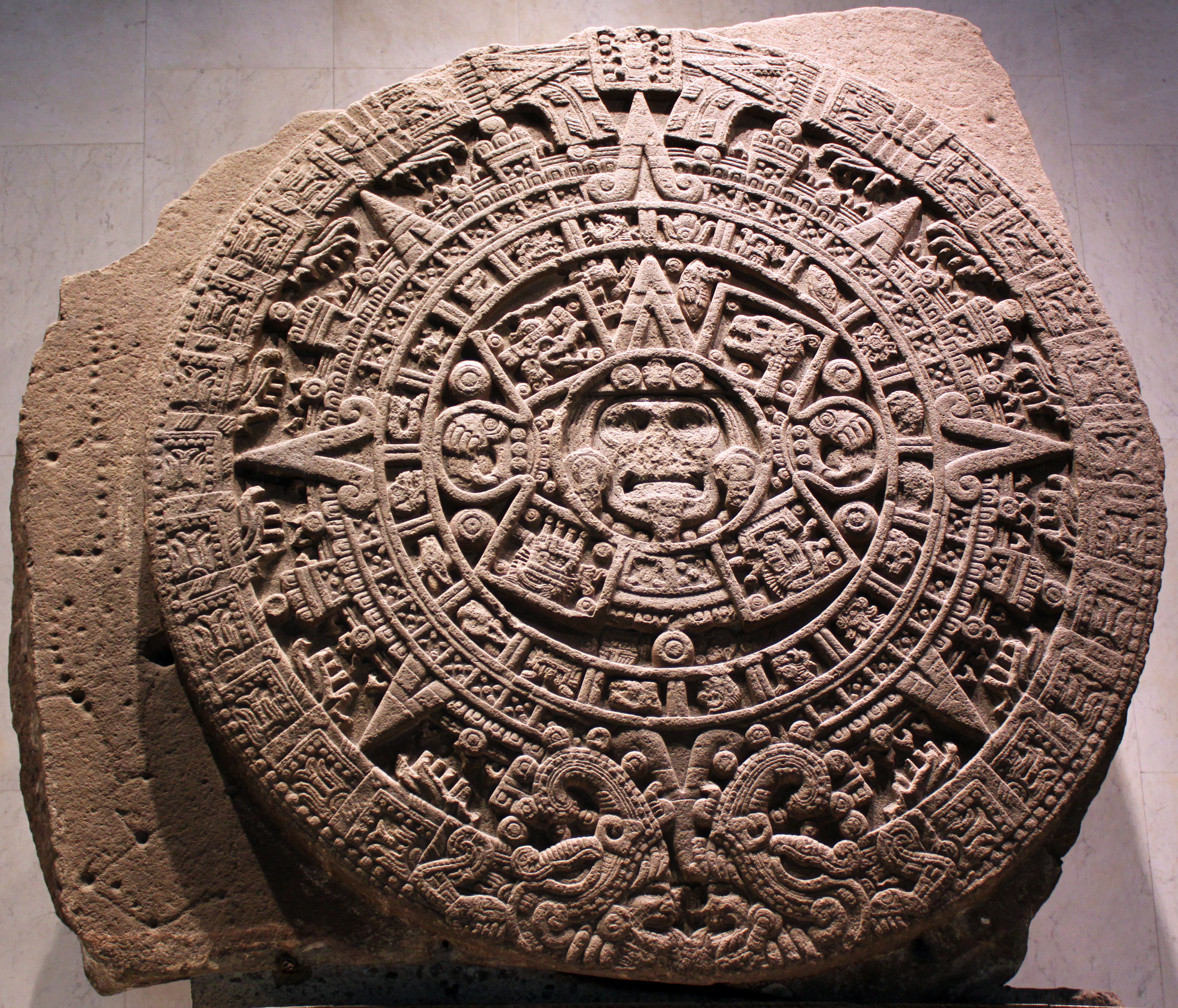
Den aztetiska monolitiska skulpturen Solstenen.

### Aztekriket
Teōtl är aztekernas term för den högsta gudomliga kraften eller guden som ligger till grund för hela världen och universum. Det är en allomfattande och transcendental kraft som är närvarande i allt och övervakar kosmos. Teōtl är både den kreativa kraften som skapade världen och den kraft som upprätthåller balans och ordning i kosmos. Inom aztekisk estetik ansågs att konstnärliga skapelser var estetiskt värdefulla om de genuint och sanningsenligt avslöjade teōtl. Detta innebar att verk av konst och skönhet i aztekisk kultur ansågs vara sanna när de på ett autentiskt sätt representerade den gudomliga kraften och dess balans och renhet. Teōtl var därför själva grunden för estetiska värderingar och bedömningar inom aztekisk konst.
Teōtl var inte bara en estetisk kraft utan också en moralisk och kunskapsmässig kraft. Inom aztekisk filosofi var det som var estetiskt värdefullt också moraliskt och kunskapsmässigt värdefullt, och vice versa. Skapande aktiviteter och deras produkter ansågs vara moraliskt och kunskapsmässigt kvalificerade om de hade en djup koppling till teōtl. Teōtl representerade också balans och renhet, och dessa var centrala estetiska ideal inom aztekisk konst. Estetiskt värdefulla skapelser ansågs vara de som autentiskt och äkta avslöjade balans och renhet, och de bidrog därmed positivt till upprätthållandet av balans och ordning i kosmos.

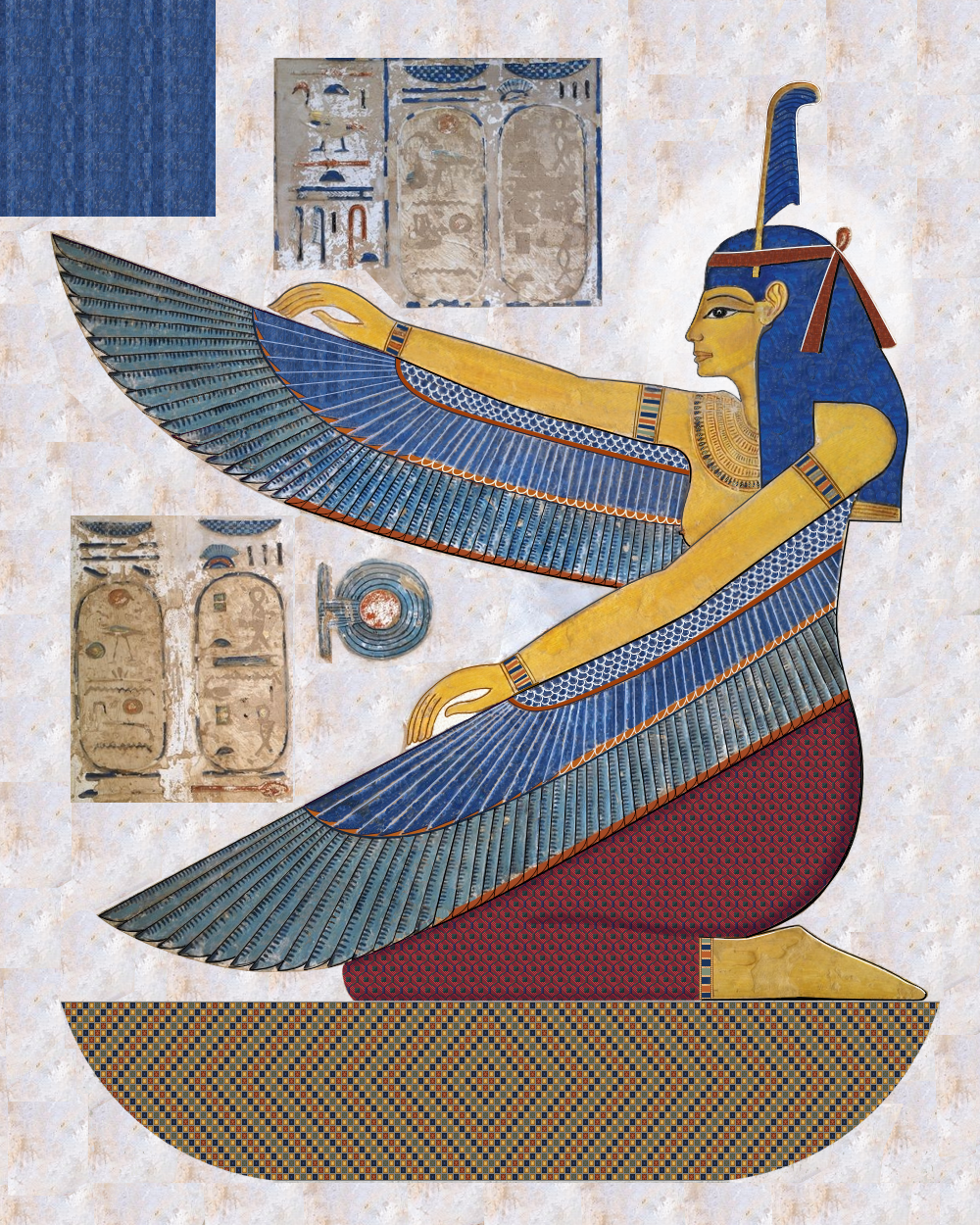
Forntida målning föreställande den egyptiska gudinnan Ma'at.

### Egypten
Termen ma'at var central inom forntida Egypten och hade en stark koppling till estetik och konst. Ma'at var ett koncept som representerade ordning, balans, rättvisa och sanning i universum och i det mänskliga livet. Ma'at var också en gudomlig figur som personifierade dessa ideal. Termen ma'at hade en avgörande betydelse för egyptisk kultur, inklusive deras konst och arkitektur. Konstnärer strävade efter att skapa harmoniska och balanserade kompositioner och använde färger och proportioner som ansågs vara i överensstämmelse med ma'at. Konst som följde dessa estetiska ideal ansågs vara vackra och högt värderade.
Konstverk och arkitektur i det forntida Egypten strävade efter att återspegla denna ordning och balans i sina proportioner, mönster och kompositioner. Till exempel, i egyptisk konst, som fresker och reliefer, var människor ofta avbildade med tydliga proportioner och ordnade positioner som symboliserade harmoni och skönhet. Konsten och arkitekturen i det forntida Egypten spelade en viktig roll i att bevara ma'at genom att förmedla kosmologiska idéer, andliga budskap och moraliska värderingar till människor. Genom att skapa estetiskt tillfredsställande och meningsfulla konstverk hjälpte egyptierna till att upprätthålla harmoni och rättvisa i samhället och i universum.

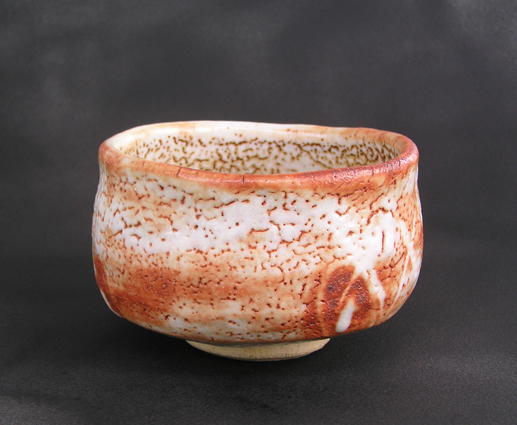
Japansk tekeramik är ofta gjorda i enlighet med wabi-sabi.

### Japan
Ett viktigt begrepp inom japansk estetik är wabi-sabi, som representerar en särskild estetisk filosofi som värderar skönheten i det enkla, ojämna och förgängliga. Det ser skönhet i det som är naturligt åldrat och imperfekt. Termen "wabi" refererar till ensamhet och enkelhet, medan "sabi" beskriver skönheten som kommer med ålder och patina. Tomheten, sabi, är en viktig aspekt av wabi-sabi. Det innebär ett utrymme eller en paus i en komposition som ger observeraren tid att reflektera och kontemplera. Tomhet är en viktig estetisk princip inom japansk konst och är även kopplad till zenbuddhismens filosofi om närvaro och medvetenhet. Minimalism är en framträdande aspekt av japansk estetik. Det handlar om att reducera till det väsentliga och förenkla, vilket kan ses i japansk arkitektur, design och konst.
En viktig del av wabi-sabi är därför att omfamna förgängligheten och åldrandet. Föremål som visar ålderens spår, som sprickor, fläckar och patina, betraktas som vackra eftersom de berättar om föremålets historia och levda liv. Detta koncept är estetiskt betydelsefullt och är synligt i många former av japansk konst och hantverk, såsom keramik och träsnideri. Wabi-sabi inkluderar också en estetik av balans och asymmetri. Snarare än att sträva efter perfekt symmetri, uppskattas asymmetriska och oregelbundna former. Detta gäller både i konst och i trädgårdsdesign, där man strävar efter att skapa en naturlig känsla av rörelse och balans.

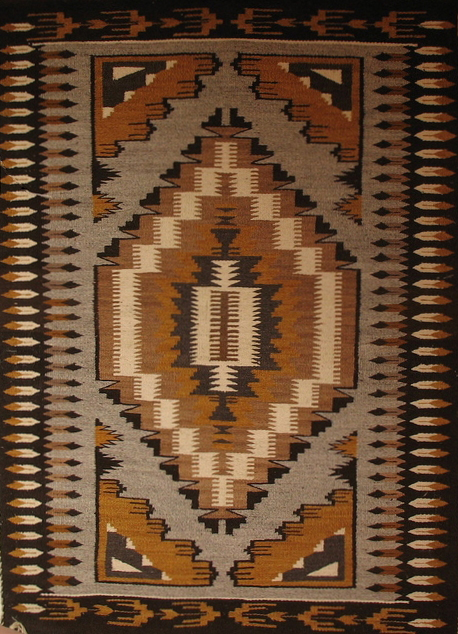
Navajofolket är kända för deras textilkonst.

### Navajo
Begreppet hózhǫ́ǫ́g (ibland stavat "hozho") är av central betydelse inom Navajo-kulturen och har en djup koppling till estetik, men det omfattar också många andra aspekter av Navajo-folkets liv och värderingar. Hózhǫ́ǫ́g kan inte enkelt översättas till ett enda ord, men det kan förstås som en övergripande filosofi och ideal. Hózhǫ́ǫ́g är en livsfilosofi som strävar efter att förstå och praktisera skönhet och balans i alla aspekter av livet, inte bara inom konsten. Det är en guide för hur man ska leva i harmoni med sig själv, andra människor och världen runtomkring. Hózhǫ́ǫ́g är också kopplat till Navajo-folkets kulturella identitet och deras förmåga att bevara sin kultur och traditioner. Genom att skapa konst som är i linje med hózhǫ́ǫ́g bevarar de sin kulturella arv och för vidare sina värderingar till kommande generationer.
Hózhǫ́ǫ́g betonar en djup förbindelse med naturen. Navajo-folket ser naturen som en källa till skönhet och inspiration. Många mönster och symboler inom Navajo-konst är hämtade från naturens former och mönster, inklusive stjärnor, fjädrar och växter. Hózhǫ́ǫ́g är också nära kopplat till Navajo-folkets andliga övertygelser. Det handlar om att vara i harmoni med de andliga krafterna och världen omkring sig. Konstverk används ibland som ett sätt att kommunicera med det övernaturliga och för att hedra gudar och andar.

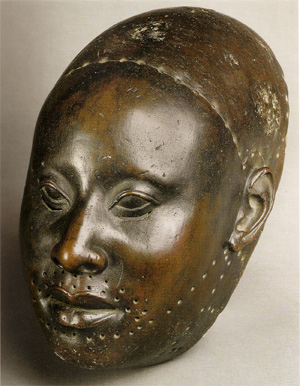
En mask till kung Obalufon II.

### Yoruba
Ordet ẹwà är mycket centralt inom Yoruba-kulturens estetiska ramverk. Detta ord används för att beskriva skönhet och estetisk kvalitet inom Yoruba-konsten och kulturen i stort. Ẹwà är inte bara en beskrivning av visuell skönhet, utan det innefattar också en känslomässig och spirituell dimension. Inom Yoruba är skönheten inte enbart ytlig utan är också kopplad till djupare värden och betydelser. Att vara ẹwà inkluderar också att vara sann mot ens egen natur och själ. Det handlar om att vara i harmoni med sig själv, sina värderingar och sin andliga övertygelse. Att vara ẹwà innebär att leva i enlighet med ens innersta väsen och vara sann mot sig själv.
Skönheten inom Yoruba-kulturen är ofta förknippad med harmoni, balans och proportion. Konstnärliga verk som anses vara ẹwà är de som är välbalanserade, har en känslomässig resonans och är i harmoni med Yoruba-konstens estetiska traditioner. Detta kan gälla allt från skulpturer och masker till textilier och arkitektur.

## Studier i estetik

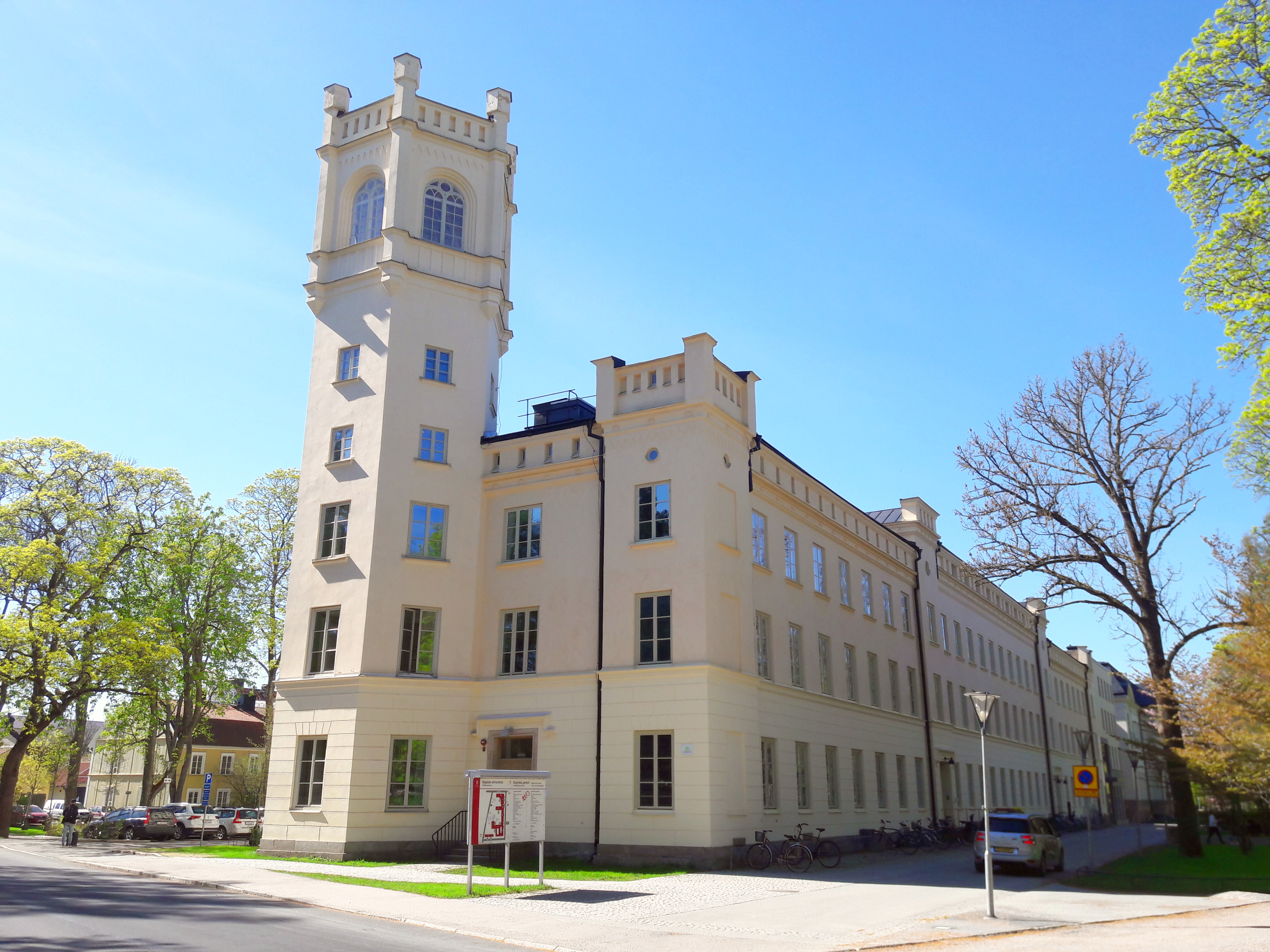
Filosofiska institutionen vid Uppsala universitet.

I Sverige kan estetik studeras som eget ämne vid Södertörns högskola och Uppsala universitet. Södertörns har en inriktning på kontinental filosofi, medan Uppsala universitet riktar in sig på analytisk filosofi. Det ingår i övrigt i Sverige i kurser i praktisk filosofi. I äldre tid var estetik som universitetsämne en samlingsbenämning på vad som i dag kallas litteraturvetenskap respektive konstvetenskap.